# Калифорнијска морска свиња
Калифорнијска морска свиња или вакита (лат. Phocoena sinus) је ендемска врста морске свиње из северног дела Калифорнијског залива која је на ивици изумирања. На шпанском „вакита” значи мала крава.

## Статус очувања
С обзиром да се сматра да је баији (Јангце речни делфин) изумро у 2006, калифорнијска морска свиња је попримила титулу најугроженијег кита на свету. Наведена је као критично угрожена од 1996. Популација је процењена на 600 у 1997, испод 100 у 2014, отприлике 60 у 2015, око 30 у новембру 2016, а само 12-15 у марту 2018. године, што доводи до закључка да ће врста ускоро изумрети, ако се не предузму драстичне акције.  Процена објављена у марту 2019. на основу акустичних података прикупљених у лето 2018. године, је да остаје највише 22 и најмање 6 јединки, при чему Међународна унија за заштиту природе (IUCN) подржава процену од отприлике 10 јединки. Даљња процена објављена у јулу 2019. закључила је да је број јединки у јесен 2018. био око 9.

## Понашање
Калифорнијска морска свиња користи високе звукове за међусобну комуникацију и за ехолокацију да би се кретала кроз своја станишта. Оне се хране и пливају лаганим темпом. Избегавају чамце. Узимају ваздух спорим покретом напред, а затим брзо нестају. Овај недостатак активности на површини чини их тешким за посматрање. Обично су саме, осим ако су у пратњи, што значи да су мање друштвене од осталих врста.
Током сезоне парења могу бити конкуренција једни другима. Оне су једина врста породице која живи у топлим водама. Калифорнијске  морске свиње су неселективни предатори. Ако се виде заједно, обично је то у малим групама од две или три јединке.

## Исхрана
Склоне су да се хране у близини лагуна. Свих 17 врста риба које су нађене у стомаку калифорнијске морске свиње, могу се класификовати као дубинске или врсте бентоса, које настањују релативно плитке воде у горњем Калифорнијском заливу. Чини се да су прилично неселективне у исхрани раковима, ситним рибама, хоботницама и лигњама у овом подручју. Најчешћи плен су им праве кошљорибе (рибе са коштаним скелетом) као што су бик-прасе (Rhamphocottus richardsonii), врсте из породице калифорнијска грба (Sciaenidae) и морске пастрмке. Као и други китови, вакита може да користити ехолокацију да би пронашла плен, посебно јер им је станиште често мутно.